# イージーチーズ

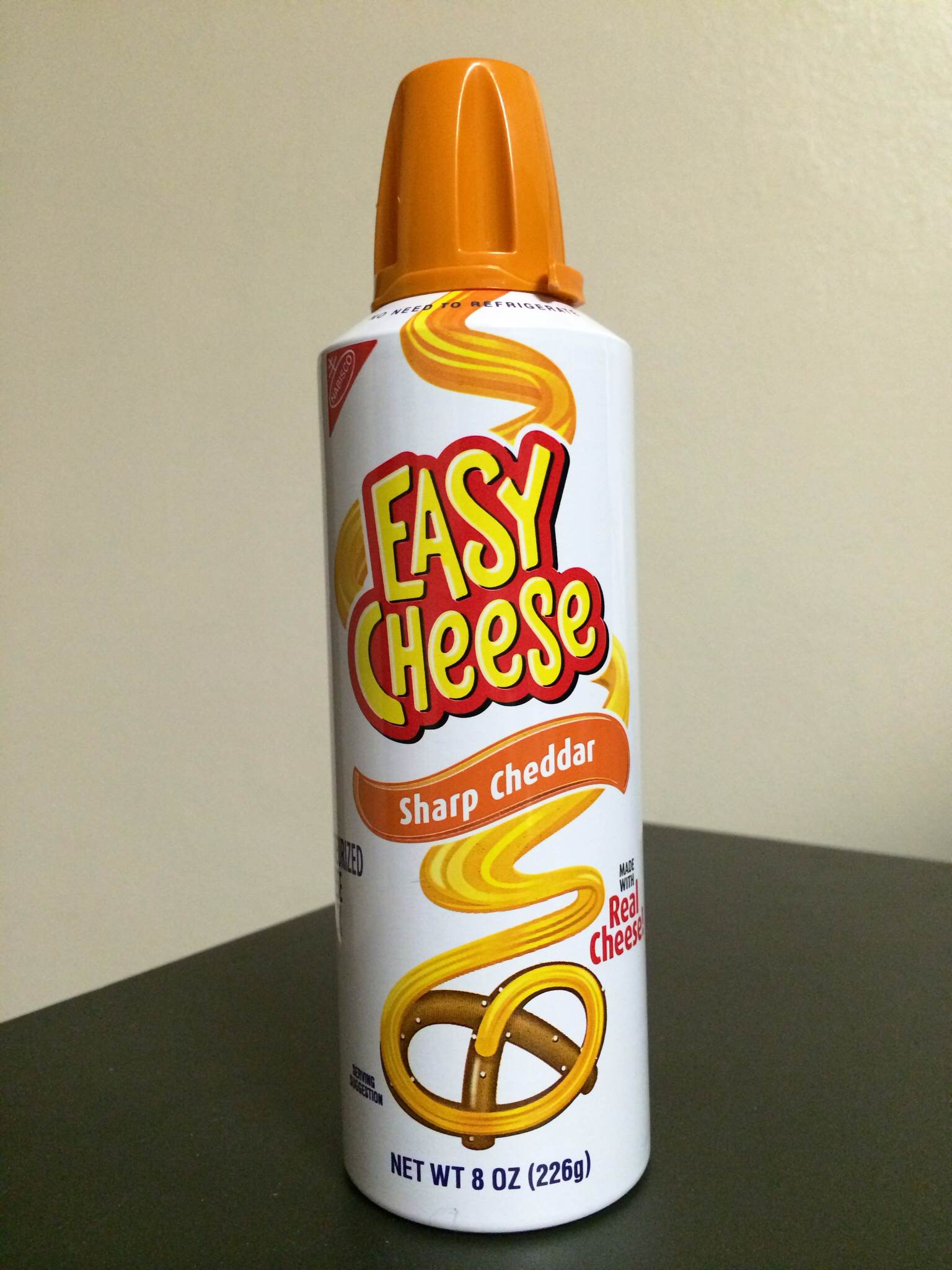
8オンス缶のイージーチーズ

イージーチーズ（Easy Cheese）は、アメリカのクラフトフーヅ（現、モンデリーズ・インターナショナル）によって商標登録されたプロセスチーズ製品。エアゾールスプレーチーズ、スプレーチーズとも称される。本商品はスプレー缶入りホイップクリームと同じく、スプレー缶に内封されている。

## 歴史
イージーチーズはもともとナビスコスナックから、1965年から1984年までの間「スナックメイト」(Snack Mate)という商品名で販売されていて、後にイージーチーズに改名された。ロゴの表示は他のクラフトフーヅ使用製品と違い、ナビスコブランドの使用が2001年まで続いた。2012年の会社分割の際は、このブランドは製菓事業のモンデリーズ・インターナショナルに引き継がれた。
風味等を変えた製品が出ており、今までにアメリカンチーズ、チェダーチーズ、シャープチェダー、ローストガーリック、スイス、 ナチョが発売されている。また、2007年にはベーコン&チェダーチーズが発売された。

## 構造
スプレーチーズやエアゾールチーズ等と呼ばれているが、実際には固形物（やわらかいチーズ）が不活性ガスの圧力で押し出されるもので、エアゾールと異なり不活性ガスはチーズと混ざらない。
缶部分の素材にはアルミが使用されており、不活性ガスは常に底部側にあり、反対に缶上部には常にチーズがあるため、缶の向きにかかわらず同じように使えるという特性がある。この技術は、1975年にスイス・アルミニウム社（2000年にリオ・ティント・アルカン・カナダに吸収合併）で開発され特許取得されている。
チーズの噴出部分はソフトノズル構造になっており、プラスチック製の噴出口とベースの小さなゴム製のプラグから成り立っている。

## 使用方法
缶上部にある棒状のノズルに横向きの力を加えれば良い。
常温保存が可能で、冷蔵の必要はない。

## 味
乳分と塩分が多く、市販のクラフトチーズと比べてクリーミーで濃厚である。これ単体で食べることはほとんどなく、クラッカーなどにつけて使用される。
1. アメリカン - アメリカンチーズ風味。最も乳分が強く、クラフトチーズの中でもどちらかといえばクリームチーズに近い風味である。
2. チェダー - チェダーチーズ風味。種類の中では一番「クラフトチーズ」の味に近い風味を持っている。アメリカンよりはチーズの風味が強く「乳」の風味が弱い。
3. シャープチェダー - チェダーとほとんど同じ味である。微妙にチーズの風味が強い。
4. ローストガーリック - チェダーにローストしたニンニクの風味が加えてあり、より香ばしくなっている。
5. ベーコン - ベーコン風味
6. スイス - スイスチーズ（グリュイエールやエメンタール風チーズ）風味
7. ナチョ - ナチョチーズ風味

## 引用文献
1. ↑  Two-chamber compressed-gas pack